# Нова Плевня
Нова Плевня (пол. Nowa Plewnia) — село в Польщі, у гміні Гміна Цекув-Кольонія Каліського повіту Великопольського воєводства.
Населення — 203 особи (2011).
У 1975-1998 роках село належало до Каліського воєводства.

## Демографія
Демографічна структура станом на 31 березня 2011 року:
|          | Загалом | Допрацездатний вік | Працездатний вік | Постпрацездатний вік |
| -------- | ------- | ------------------ | ---------------- | -------------------- |
| Чоловіки | 105     | 32                 | 64               | 9                    |
| Жінки    | 98      | 22                 | 55               | 21                   |
| Разом    | 203     | 54                 | 119              | 30                   |